# Castell de Portell de Morella
El Castell de Portell de Morella és un castell al terme municipal de Portell de Morella (els Ports, País Valencià). Va ser declarat Bé d'Interés Cultural el 2003. El primitiu recinte del castell se situa sobre un turó orientat cap al sud, segons el vessant de la muntanya, condicionant el desenvolupament posterior de la trama urbana de Portell.
Tot i que probablement té un origen visigot i musulmà, foren els templers els qui construïren el castell. La primera ressenya sobre Portell ve arran la conquesta per Blasco d'Alagón el 1233, i més tard fou donada als templers, que ja estaven establits en diversos llocs del Maestrat i els Ports. Els templers s'encarregaren d'organitzar la població i manaren construir el castell, el qual va condicionar el posterior creixement urbà del poble, arreplegat al voltant del mateix.
La muralla estava construïda amb pedres extretes de pedreres locals i comptava amb quatre portes que el comunicaven amb l'exterior. Actualment es conserva la part nord del recinte emmurallat, amb diverses torres i una porta. La resta de la muralla, desapareguda, seguia el trajecte pel carrer de l'Església fins al carrer Nou, per a després seguir els límits del poble fins a arribar a la torre de l'extrem oest. Actualment alguns trams de l'antiga muralla i algunes torres encara es poden observar.
El castell va ser aprofitat per a diferents usos, mimetitzant-lo dins el nucli urbà. D'aquesta manera, la torre principal és avui el campanar de l'Església de l'Assumpció, i el pati d'armes està integrat a l'actual plaça de bous.